# Montreuil-Poulay
Montreuil-Poulay é uma comuna francesa na região administrativa da Pays de la Loire, no departamento de Mayenne. Estende-se por uma área de 16,24 km². Em 2010 a comuna tinha 379 habitantes (densidade: 23,3 hab./km²).